# Mieczysław Sierkuczewski
Mieczysław Sierkuczewski herbu Lubicz (ur. 1 lutego?/13 lutego 1895 w Machirówce, zm. 1940 w Charkowie) – oficer Marynarki Wojennej Wojska Polskiego w stopniu kapitana marynarki, dowódca I dywizjonu bojowego Flotylli Rzecznej Marynarki Wojennej, uczestnik kampanii wrześniowej, ofiara zbrodni katyńskiej.

## Życiorys
Urodził się na obszarze powiatu dziśnieńskiego w guberni wileńskiej. Był synem Mateusza i Julii z domu Tołłoczko. W trakcie I wojny światowej służył w rosyjskiej marynarce wojennej. W 1919 roku wstąpił do Armii Polskiej we Francji gen. J. Hallera.
Ukończył Kurs Dowódców Batalionów w Centrum Wyszkolenia Piechoty w Rembertowie. Służył w 3 pułku artylerii ciężkiej i 18 pułku artylerii ciężkiej. W 1920 roku przydzielony do Marynarki Wojennej. Zgodnie z rozkazem szefa Departamentu dla Spraw Morskich kontradm. Kazimierza Porębskiego otrzymał stopień podporucznika marynarki w korpusie rzeczno-brzegowym, następnie został zweryfikowany jako porucznik marynarki ze starszeństwem z dniem 1 czerwca 1919 roku. Początkowo służył we Flotylli Wiślanej (wojna polsko-bolszewicka) na motorówkach, do 19 sierpnia 1921 roku był dowódcą Zespołu Motorówek. W 1923 roku został komendantem statku minowego „Generał Sosnkowski” w dywizjonie monitorów Floty Wiślanej, a w 1924 roku komendantem statku sztabowego „Admirał Sierpinek”. Od 1926 do 1939 roku służył we Flotylli Pińskiej (w 1928, 1932 w dowództwie). W latach 1927–1928 dowodził monitorem rzecznym ORP „Wilno”, a następnie przeniesiono go do Dowództwa Flotylli Pińskiej. Został awansowany do stopnia kapitana marynarki ze starszeństwem z dniem 1 stycznia 1929. W 1934 roku był kolejno dowódcą II dywizjony bojowego i dowódcą kutrów łączności. W późniejszym czasie dowodził Bazą Wysuniętą Flotylli Rzecznej Marynarki Wojennej.
Od sierpnia 1939 roku zajmował stanowisko dowódcy I dywizjonu bojowego, z którym brał udział w kampanii wrześniowej. Po wyczerpaniu możliwości operacyjnych i samozatopieniu jednostek pływających objął dowództwo pododcinka „Kaczanowicze”, które sprawował do 17 września. Jako dowódca załóg I dywizjonu bojowego dostał się do niewoli sowieckiej nad jeziorem Tur i przebywał w obozie w Starobielsku. Wiosną 1940 roku został zamordowany przez funkcjonariuszy NKWD w Charkowie i pogrzebany w bezimiennej mogile zbiorowej  w Piatichatkach, gdzie od 17 czerwca 2000 roku mieści się oficjalnie Cmentarz Ofiar Totalitaryzmu w Charkowie. Figuruje na Liście Starobielskiej NKWD, pod poz. 3017.

## Upamiętnienie
5 października 2007 roku minister obrony narodowej Aleksander Szczygło – decyzją nr 439/MON – mianował go pośmiertnie na stopień majora. Awans został ogłoszony 9 listopada 2007 roku w Warszawie, w trakcie uroczystości „Katyń Pamiętamy – Uczcijmy Pamięć Bohaterów”.

## Odznaczenia i ordery
- Krzyż Walecznych
- Srebrny Krzyż Zasługi
- Medal Pamiątkowy za Wojnę 1918–1921
- Medal Dziesięciolecia Odzyskanej Niepodległości